# Pałac w Wielkiej Lipie
Pałac w Wielkiej Lipie (niem. Elsenburg,  Zamek Elizy) – zabytkowy pałac w Wielkiej Lipie – wsi w Polsce, w województwie dolnośląskim, w powiecie trzebnickim, w gminie Oborniki Śląskie.

## Historia
Pałac zwany Zamkiem Elizy wzniesiony w stylu neogotyckim w 1899 w miejscu dawnej rezydencji przez Alfreda von Waldenburga i jego żonę Elizę Karolinę von Krohn. Nad wejściem płycina z herbami małżonków: Waldenburg i Krohn. Pod herbami wstęga z napisem niem. Ein Veste Burg ist unser Gott (Warownym grodem jest nasz Bóg).
Obiekt  znacjonalizowany w 1945, obecnie własność prywatna, jest częścią zespołu pałacowego, w skład którego wchodzi jeszcze park.

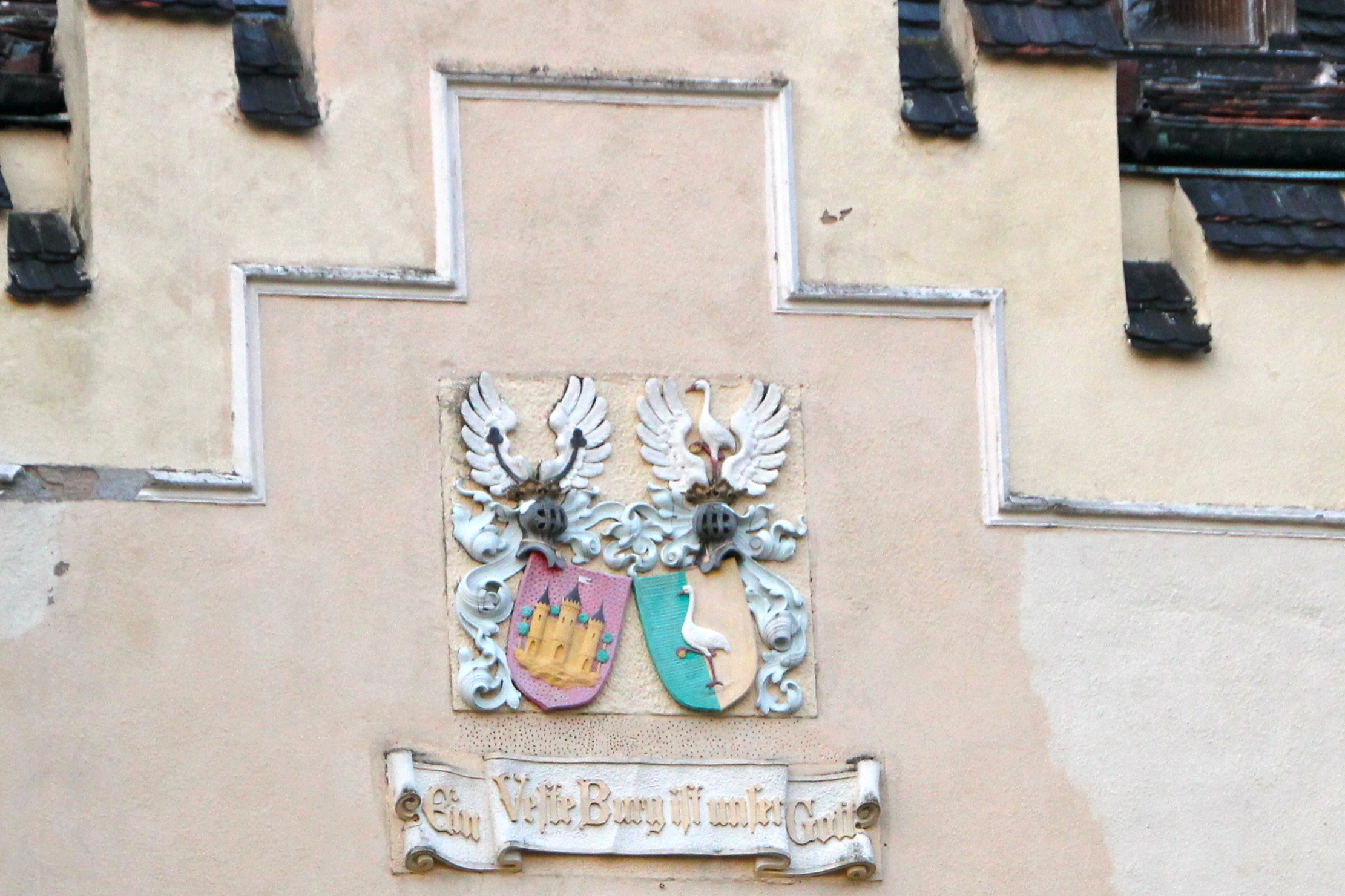
Herby  Waldenburg i Krohn
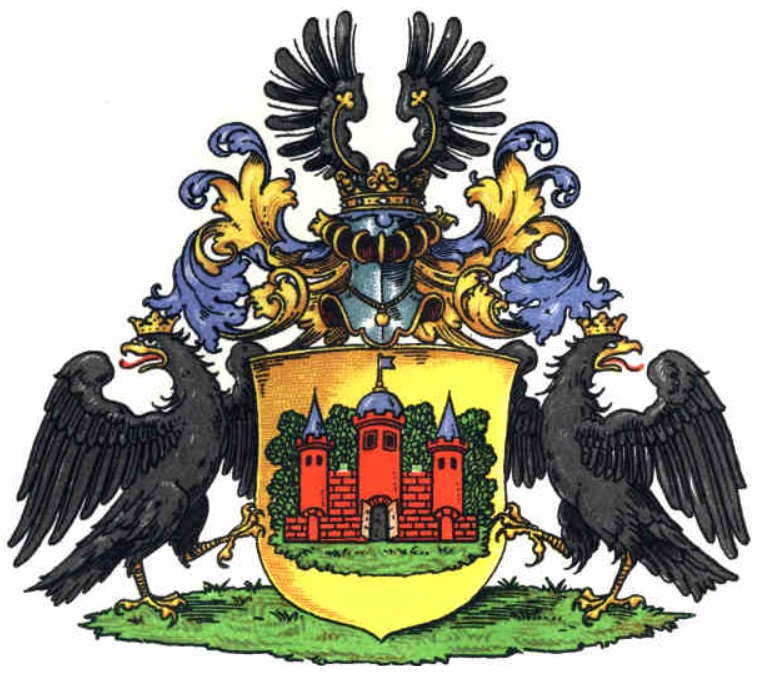
Herb von Waldenburg
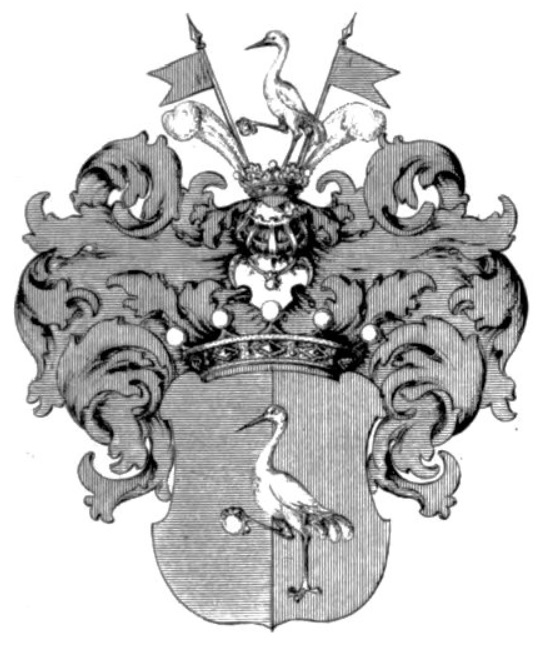
Herb von Krohn
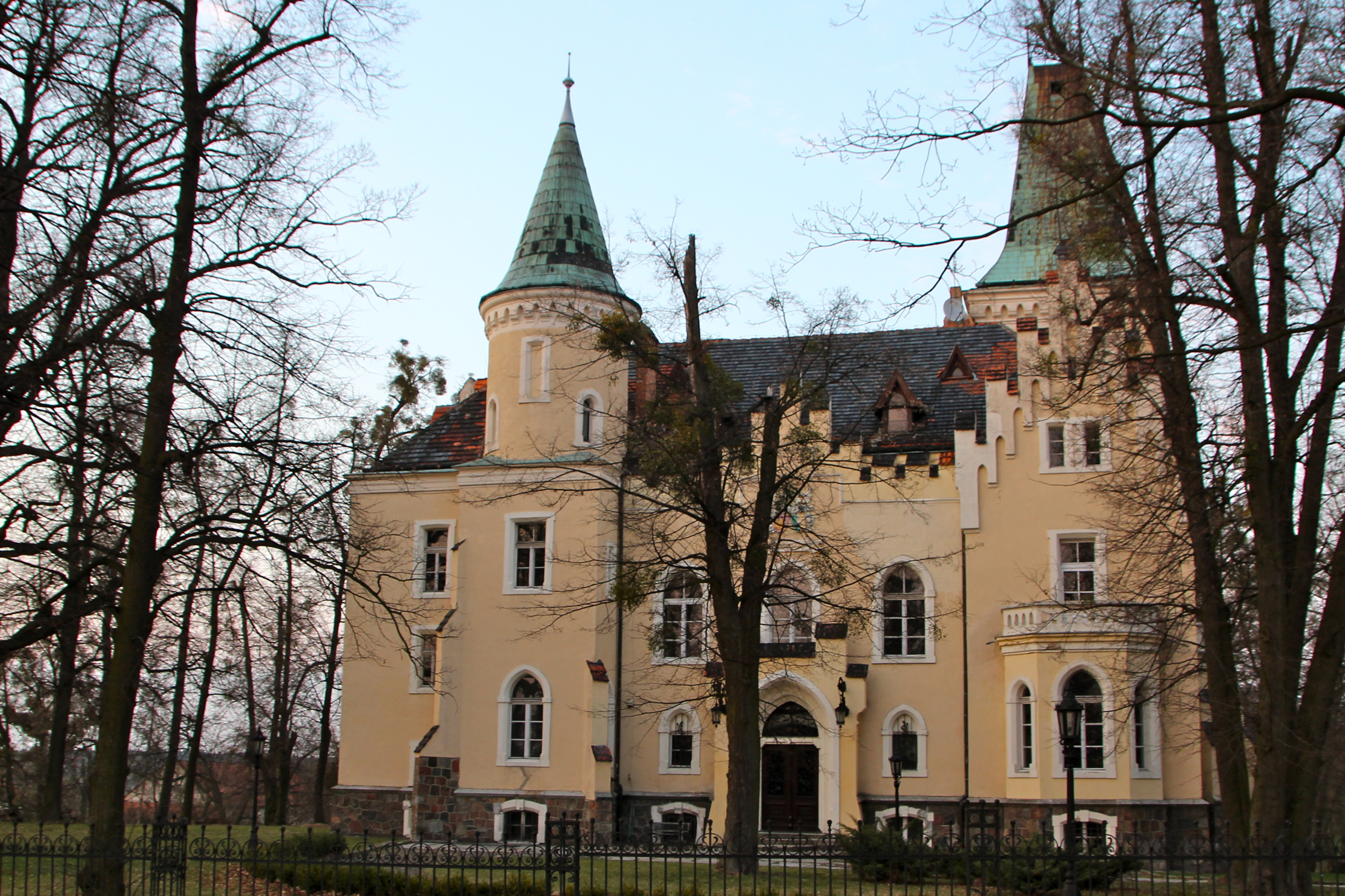
Pałac (2012)